# Laurie Halse Anderson
Laurie Halse Anderson (23 de octubre de 1961, Potsdam, Nueva York, cerca de la frontera de Canadá), es una escritora de superventas. Ha trabajado, entre muchos otros, como guionista para DC Comics.

## Carrera
Anderson comenzó su carrera como periodista independiente y trabajó en The Philadelphia Inquirer en los primeros años de su carrera. Durante este tiempo, Anderson también comenzó a escribir novelas para niños y jóvenes adultos. A pesar de recibir cartas de rechazo, Anderson lanzó su primera novela para niños, Ndito Runs, en 1996, basada en los corredores de maratón olímpicos de Kenia que corrían hacia y desde la escuela todos los días. Más tarde ese año, publicó su historia Turkey Pox. Esta historia fue inspirada por su hija, Meredith, quien estalló con varicela en Acción de Gracias. En 1998, Anderson publicó No Time for Mother's Day, con los mismos personajes.
Durante su carrera temprana, Anderson escribió varias piezas de no ficción. El primero fue un libro para niños con Arabia Saudita. También es coautora de un libro sobre la crianza de niños tímidos con el Dr. Ward Swallow.

### Novelas para jóvenes adultos
En 1999, Farrar, Straus y Giroux publicaron su novela más conocida, Speak. Fue un best-seller del New York Times, y fue adaptado a la película en 2004, protagonizada por Kristen Stewart como Melinda Sordino. La novela se convirtió en finalista del Premio Nacional del Libro y ganó los honores de Anderson por su interpretación de una niña de trece años que se queda muda después de un asalto sexual. La versión de papel fue publicada en 2001 por Puffin Books, una publicación de Penguin Publishing. Speak ha sido traducido a 16 idiomas. En 2018, Anderson admitió que fue violada cuando tenía trece años, y la novela se basó en su experiencia.
En 2002, después de la publicación de Fever 1793, Catalyst fue publicado por Penguin bajo la marca Viking. La acción tiene lugar en la misma escuela secundaria que Speak y presenta apariciones en cameo por parte de algunos de sus personajes. El libro se convirtió en el mejor libro adolescente de Barnes & Noble de 2002 y en el mejor libro para jóvenes adultos de la American Library Association.
En 2005, Anderson publicó Prom, que apareció en la lista de Best Seller del New York Times a principios de 2005. El libro recibió tres críticas, fue nominado para varios premios estatales y recibió el reconocimiento nacional de la American Library Association (ALA) y la International Asociación de lectura.
La cuarta novela de YA de Anderson, Twisted, fue lanzada en la primavera de 2007 por Viking. Ganó premios como el ALA Best Book for Young Adults 2008, ALA Quick Pick for Young Adults 2008, International Reading Association Top Ten de 2007 y New York Public Library Best Books for the Teen Age, y se convirtió en un best seller del New York Times.
Anderson lanzó más tarde Wintergirls en marzo de 2009. La novela cuenta la historia de dos niñas, una de las cuales está muerta al principio, que sufren de bulimia y anorexia. Wintergirls recibió críticas de cinco estrellas y nominaciones para premios estatales, fue nombrada Selección Rápida ALA para Jóvenes Adultos, fue Selección de Guild Junior Library y debutó en la lista de Best Seller del New York Times. Wintergirls ha sido publicado en más de 15 países diferentes.

### Novelas históricas
En el año 2000, Simon y Schuster publicó Anderson's Fever 1793, una novela de ficción histórica ambientada en Filadelfia durante la epidemia de fiebre amarilla. Fiebre 1793 recibió dos críticas destacadas, premios estatales y nacionales, y fue un superventas semanal de Publishers.
El libro ilustrado de Anderson, ¡Gracias, Sarah! La Mujer que Salvó el Día de Acción de Gracias fue publicada en 2002. El libro recibió dos críticas estelares, y fue nombrada en la Lista ALA Bloomer de ALA y en la Selección del Gremio de la Biblioteca Júnior.
En 2008, Anderson publicó otra novela de ficción histórica, Chains, sobre un adolescente esclavo de la era de la Guerra Revolucionaria. La novela, la primera de una trilogía llamada Seeds of America, recibió el Premio Scott O'Dell de Ficción Histórica.
La segunda novela de la trilogía de Seeds of America, Forge, fue lanzada en octubre de 2010 por Simon y Schuster. El libro recibió tres críticas y se convirtió en Junior Library Guild Selection, Kirkus Best Book for Teens: Historical Novels 2010, The Horn Book Fanfare List Best Book of 2010 y uno de los mejores libros de 2011 de la Asociación de Servicios para Jóvenes Bibliotecarios (YALSA). para jóvenes adultos.

## Libros

### Novelas
- Speak (1999)
- Catalyst (2002)
- Prom (2005)
- Twisted (2007)
- Wintergirls (2009)

### Novelas Históricas
- Fever, 1793 (2000)
- Chains series
- Chains (2008)
- Forge (2010)
- "Ashes" (To Be Released October 2011)

### Infantiles
- Ndito Runs (1996)
- Turkey Pox (1996)
- No Time for Mother's Day (2001)
- The Big Cheese of Third Street (2002)
- Thank You, Sarah! The Woman Who Saved Thanksgiving (2002)
- Independent Dames: What You Never Knew About the Women and Girls of the American Revolution (2008)
- The Hair of Zoe Fleefenbacher Goes to School (2009)
- Vet Volunteers series (Previously published by Pleasant Company under the title Wild at Heart)
- Fight for Life: Maggie (2007)
- Homeless: Sunita (2007)
- Trickster: David (2008)
- Manatee Blues: Brenna (2008)
- Say Good-Bye: Zoe (2008)
- Storm Rescue: Sunita (2008)
- Teacher's Pet: Maggie (2009)
- Trapped: Brenna (2009)
- Fear of Falling: David (2009, forthcoming)
- Time to Fly (2009, forthcoming) Masks (TBA)
- End of the Race (TBA)

## Premios y honores
El Premio ALA Margaret A. Edwards reconoce a un escritor y un cuerpo de trabajo en particular "por su contribución significativa y duradera a la literatura de adultos jóvenes". Anderson ganó el premio anual en 2009, citando tres novelas publicadas de 1999 a 2002: Speak, Fever 1793 y Catalyst. ALA llamó a las novelas "conmovedoras y excepcionalmente bien escritas" y la silla del panel dijo que "Laurie Halse Anderson da magistralmente voz a personajes adolescentes que experimentan transformaciones en sus vidas a través de su honestidad y perseverancia mientras encuentran el coraje para ser fieles a sí mismos". En 2017 recibió el Premio Anne V. Zarrow a la Literatura de Jóvenes Lectores, un premio de carrera presentado por la Biblioteca del Condado de Tulsa.
arios de los primeros libros ilustrados para niños de Anderson fueron colocados en listas de lectura recomendadas y algunos premios ganados. Para la novela Speak, Anderson ganó el Premio Golden Kite, el Premio Edgar Allan Poe y el Los Ángeles Times Book Prize. Ella fue finalista del Premio Michael L. Printz y del Premio Nacional del Libro de Literatura para Jóvenes. Fever 1793 fue una selección de ALA Best Book for Young Adults y una selección de Junior Library Guild. Chains fue finalista del Premio Nacional del Libro en 2008 y ganó el Premio Scott O'Dell de Ficción Histórica en 2009.